# Flora Duffy
Flora Duffy DBE (Paget Parish, 30 september 1987) is een Bermudaanse triatlete die in 2016, 2017, 2021 en 2022 wereldkampioene werd. Tevens nam ze viermaal deel aan de Olympische Spelen: 2008, 2012, 2016 en 2020. In Tokio werd zij de eerste olympisch kampioen namens Bermuda.
Duffy woont op drie plaatsen: Boulder, Stellenbosch en Bermuda.
Hoewel voornamelijk te bewonderen op de sprint- en Olympische afstand, maakte Duffy begin 2020 bij de Ironman 70.3 in Zuid-Afrika haar debuut op de halve afstand. Deze wedstrijd sloot zij af met een zege.
In 2021 won Duffy als eerste Bermudaan een olympische gouden medaille. Vanwege haar titel werd Duffy bij de Nieuwjaars lintjesregen onderscheiden met de dame-commandeur in de Orde van het Britse Rijk. 

## Titels
- Wereldkampioene triatlon - 2016, 2017, 2021, 2022
- Kampioene Gemenebestspelen - 2018
- Olympisch kampioen - 2020

## Prestaties in World Triathlon Series
voor 2012 Wereldkampioenschappen Series
| Seizoen                     | 1   | 2   | 3 | 4  | 5  | 6 | 7 | 8 | 9 | GF | Positie | Punten |
| --------------------------- | --- | --- | - | -- | -- | - | - | - | - | -- | ------- | ------ |
| WK Series 2010              | -   | -   | - | -  | -  | - |   |   |   | -  | 108     | 68     |
| WK Series 2011              | -   | DNF | - | 41 | -  | - |   |   |   | 9  | 37      | 801    |
| World Triathlon Series 2012 | -   | 48  | 6 | -  | -  | - | - | - |   | 13 | 22      | 1570   |
| World Triathlon Series 2013 | -   | -   | - | -  | -  | - | - |   |   | -  | 80      | 188    |
| World Triathlon Series 2014 | -   | -   | - | -  | 18 | - | - |   |   | 20 | 61      | 486    |
| World Triathlon Series 2015 | 3   | -   | 5 | 27 | -  | - | - | 4 | 2 | 17 | 7       | 3093   |
| World Triathlon Series 2016 | 4   | 4   | 3 | -  | 2  | 1 | - | 4 |   | 1  | Goud    | 4691   |
| World Triathlon Series 2017 | -   | -   | 1 | 1  | 1  | 1 | 2 | 1 |   | 1  | Goud    | 5200   |
| World Triathlon Series 2018 | DNF | 1   | 1 | -  | 10 | - | - |   |   | -  | 13      | 2496   |
| World Triathlon Series 2019 | -   | -   | - | -  | -  | - | - |   |   | 5  | 36      | 915    |
| World Triathlon Series 2020 |     |     |   |    |    |   |   |   |   | 2  | Zilver  | -      |
| WK Series 2021              | -   | 4   | 1 | 1  |    |   |   |   |   | 3  | Goud    | 3861   |
| WK Series 2022              | -   | 1   | 3 | 7  | -  | 1 | - | 1 |   | 1  | Goud    | 5106   |
|                             |     |     |   |    |    |   |   |   |   |    |         |        |
| WK Series 2024              | 7   | 8   | - | 5  | -  |   |   |   |   | -  | 9       | 1938   |

## Onderscheidingen
- Orde van het Britse Rijk: 2018

## Palmares

### triatlon
- 2006:  Wereldkampioenschappen junioren Lausanne
- 2012:  Wereldbekerwedstrijd Huatulco
- 2015:  WTS Abu Dhabi
- 2015:  WTS Edmonton
- 2015: 7e Wereldkampioenschappen triatlon (WTS)
- 2016:  WTS Kaapstad
- 2016:  WTS Leeds
- 2016:  WTS Stockholm
- 2016:  Wereldbekerwedstrijd Montreal
- 2016: 8e Olympische Spelen Rio de Janeiro
- 2016:  WTS Grande Finale Cozumel
- 2016:  Wereldkampioenschappen triatlon (WTS)
- 2017:  WTS Yokohama
- 2017:  WTS Leeds
- 2017:  WTS Hamburg
- 2017:  WTS Edmonton
- 2017:  WTS Montreal
- 2017:  WTS Stockholm
- 2017:  WTS Grande Finale Rotterdam
- 2017:  Wereldkampioenschappen triatlon (WTS)
- 2018:  Gemenebestspelen Gold Coast
- 2018:  WTS Bermuda
- 2018:  WTS Yokohama
- 2019:  Olympisch testevenement Tokyo
- 2020:  Ironman 70.3 Zuid-Afrika
- 2020:  Wereldkampioenschappen triatlon
- 2020:  Wereldbekerwedstrijd Karlsbad
- 2020:  Wereldbekerwedstrijd Arzachena

### crosstriatlon
- 2013:  Wereldkampioenschappen XTERRA Maui
- 2014:  Wereldkampioenschappen crosstriatlon Zittau
- 2014:  Wereldkampioenschappen XTERRA Maui
- 2015:  Wereldkampioenschappen crosstriatlon Sardinië
- 2015:  Wereldkampioenschappen XTERRA Maui
- 2016:  Wereldkampioenschappen crosstriatlon Snowy Mountains
- 2016:  Wereldkampioenschappen XTERRA Maui
- 2017:  Wereldkampioenschappen XTERRA Maui
- 2019:  Wereldkampioenschappen XTERRA Maui

2000: Brigitte McMahon ·
2004: Kate Allen ·
2008: Emma Snowsill · 
2012: Nicola Spirig · 
2016: Gwen Jorgensen · 
2020: Flora Duffy · 
2024: Cassandre Beaugrand
1989: Erin Baker ·
1990: Karen Smyers ·
1991: Jo-Anne Ritchie ·
1992: Michellie Jones ·
1993: Michellie Jones ·
1994: Emma Carney ·
1995: Karen Smyers ·
1996: Jackie Gallagher ·
1997: Emma Carney ·
1998: Joanne King ·
1999: Loretta Harrop ·
2000: Nicole Hackett ·
2001: Siri Lindley ·
2002: Leanda Cave ·
2003: Emma Snowsill ·
2004: Sheila Taormina ·
2005: Emma Snowsill ·
2006: Emma Snowsill ·
2007: Vanessa Fernandes ·
2008: Helen Jenkins ·
2009: Emma Moffatt ·
2010: Emma Moffatt ·
2011: Helen Jenkins ·
2012: Lisa Nordén ·
2013: Non Stanford ·
2014: Gwen Jorgensen ·
2015: Gwen Jorgensen ·
2016: Flora Duffy ·
2017: Flora Duffy ·
2018: Vicky Holland ·
2019: Katie Zaferes ·
2020: Georgia Taylor-Brown ·
2021: Flora Duffy